# The Golden Hits of Lesley Gore
| Recensione | Giudizio |
| ---------- | -------- |
| AllMusic   |          |

The Golden Hits of Lesley Gore è una Compilation della cantante pop statunitense Lesley Gore, pubblicato dalla Mercury Records nel giugno 1965.

## Tracce

### LP (1965, Mercury Records, MG 21024/SR 61024)
Lato A
1. It's My Party – 2:19 (Herbert Wiener, John Gluck Jr., Wally Gold) – Tratto dall'album: I'll Cry If I Want To (1963)
2. She's a Fool – 2:08 (testo: Ben Raleigh – musica: Mark Barkan) – Tratto dall'album: Lesley Gore Sings of Mixed-Up Hearts (1963)
3. Judy's Turn to Cry – 2:12 (testo: Edna Lewis – musica: Beverly Ross) – Tratto dall'album: I'll Cry If I Want To (1963)
4. Just Let Me Cry – 2:10 (testo: Ben Raleigh – musica: Mark Barkan) – Tratto dall'album: I'll Cry If I Want To (1963)
5. All of My Life – 2:34 (Tony Powers, Helen Miller) – Brano pubblicato dalla Mercury Records (72412 - marzo 1965) in formato singolo
6. That's the Way Boys Are – 2:13 (testo: Ben Raleigh – musica: Mark Barkan) – Tratto dall'album: Boys, Boys, Boys (1964)

Durata totale: 13:36
Lato B
1. You Don't Own Me – 2:26 (John Madera, David White) – Tratto dall'album: Lesley Gore Sings of Mixed-Up Hearts (1963)
2. Maybe I Know – 2:39 (Ellie Greenwich, Jeff Barry) – Tratto dall'album: Girl Talk (1964)
3. Hey Now – 2:14 (Sonny Gordon) – Tratto dall'album: Girl Talk (1964)
4. Look of Love – 2:10 (Ellie Greenwich, Jeff Barry) – Tratto dall'album: Girl Talk (1964)
5. I Don't Wanna Be a Loser – 2:36 (testo: Ben Raleigh – musica: Mark Barkan) – Tratto dall'album: Boys, Boys, Boys (1964)
6. Sunshine, Lollipops and Rainbows – 1:37 (testo: Howard Liebling – musica: Marvin Hamlisch) – Tratto dall'album: Lesley Gore Sings of Mixed-Up Hearts (1963)

Durata totale: 13:42

## Musicisti
- Lesley Gore – voce
- Claus Ogerman – direttore d'orchestra, arrangiamento
- Componenti orchestra non accreditati

### Produzione
- Quincy Jones – produzione
- "3 Lions" – foto copertina album originale
- Kenneth Kendall – note retrocopertina album originale[3]

## Classifica
Album
| Anno | Classifica    | Posizione raggiunta |
| ---- | ------------- | ------------------- |
| 1965 | Billboard 200 | 95                  |